# Крагулево
Крагу́лево (болг. Крагулево) — село в Добрицькій області Болгарії. Входить до складу общини Добричка.

## Населення
За даними перепису населення 2011 року у селі проживали 60 осіб, з них 58 осіб (96,7%) — болгари.
Розподіл населення за віком у 2011 році:
Динаміка населення: